# Caribisch Nederland
Caribisch Nederland is de benaming gehanteerd door de Rijksoverheid voor de Nederlandse eilanden Bonaire, Sint Eustatius en Saba in de Caribische Zee, die sinds 10 oktober 2010 als drie afzonderlijke openbare lichamen, de Caribische openbare lichamen, deel van Nederland zijn. Tot die datum waren de eilanden eilandgebieden van de Nederlandse Antillen, een voormalig land binnen het Koninkrijk der Nederlanden. De wijziging was een onderdeel van de staatkundige hervormingen binnen het Koninkrijk der Nederlanden. De drie eilanden vallen in tegenstelling tot Europees Nederland niet onder het grondgebied van de Europese Unie (EU), maar hebben de status van Landen en Gebieden Overzee (LGO). De inwoners bezitten wel de rechten van het EU-burgerschap.
De eilanden die de drie openbare lichamen uitmaken staan ook bekend als BES-eilanden. De afkorting BES verwijst naar de eerste letters van de namen van de eilanden. Sint Eustatius wordt lokaal en internationaal aangeduid als Statia.
Qua aantal inwoners zijn ze de kleinste drie van de zes Caraïbische gebieden die tot het Koninkrijk der Nederlanden behoren (niet qua oppervlakte: Bonaire is veel groter dan Sint Maarten en Aruba).
De eilanden kennen onderling grote culturele en geografische verschillen. Zo ligt Bonaire ten oosten van Aruba en Curaçao, voor de kust van Venezuela, in het zuidwesten van de Caraïbische Zee, terwijl Sint Eustatius en Saba ten zuiden van Sint Maarten en ten noordwesten van Saint Kitts en Nevis liggen, in het noordoosten van de Caraïbische Zee. De onderlinge afstand is ruim 800 kilometer. De drie openbare lichamen (ook wel bijzondere gemeenten genoemd) tellen samen circa 26.000 inwoners en een oppervlakte van 328 vierkante kilometer. De tijdzone is UTC−4; het landnummer voor telefonie is 599, dat vooralsnog gedeeld wordt met Curaçao. De eilanden liggen gemiddeld 7.200 kilometer van Europees Nederland af.

## Spelling
De Nederlandse overheid hanteert Caribisch maar de Nederlandse Taalunie laat ook Caraïbisch toe.

## Karakteristieken van de eilanden
Die drie eilanden kennen onderling grote verschillen. Bonaire ligt 90 kilometer buiten de kust van Venezuela; op ongeveer 810 kilometer afstand van Saba en Sint Eustatius. De grote afstanden zorgen ervoor dat de eilanden een grote diversiteit aan geografie en cultuur hebben. Zo is de voertaal op Bonaire het Papiaments en op Saba en Sint Eustatius het Engels. Terwijl het eiland Bonaire vooral bestaat uit koraalkalk, zijn Saba en Sint Eustatius vulkaaneilanden, waarbij de slapende vulkaan op Saba, de Mount Scenery, in 1636 voor het laatst uitbarstte.
|                                     | Bonaire                                | Sint Eustatius                                                            | Saba                                                  |
| ----------------------------------- | -------------------------------------- | ------------------------------------------------------------------------- | ----------------------------------------------------- |
| Vlag                                |                                        |                                                                           |                                                       |
| Hoofdstad                           | Kralendijk                             | Oranjestad                                                                | The Bottom                                            |
| Oppervlakte (land en binnenwateren) | 288 km²                                | 21 km²                                                                    | 13 km²                                                |
| % water                             | -                                      | -                                                                         | -                                                     |
| Inwoners                            | 20.104                                 | 3.338                                                                     | 1.915                                                 |
| Bevolkingsdichtheid                 | 70 /km²                                | 159 /km²                                                                  | 147 /km²                                              |
| Religie                             | 77% rooms-katholiek 16% overig 7% geen | 27% methodist 25% rooms-katholiek 21% 7e-dagsadventist 19% overig 8% geen | 58% rooms-katholiek 14% anglicaans 22% overig 5% geen |
| Talen                               | Nederlands, Papiaments                 | Nederlands, Engels                                                        | Nederlands, Engels                                    |
| Volkslied                           | Volkslied van Bonaire                  | Golden Rock                                                               | Saba Song                                             |
| Feestdag                            | 6 september (Dia di Himno y Bandera)   | 16 november (Statia Day)                                                  | Saba Day, eerste vrijdag van december                 |

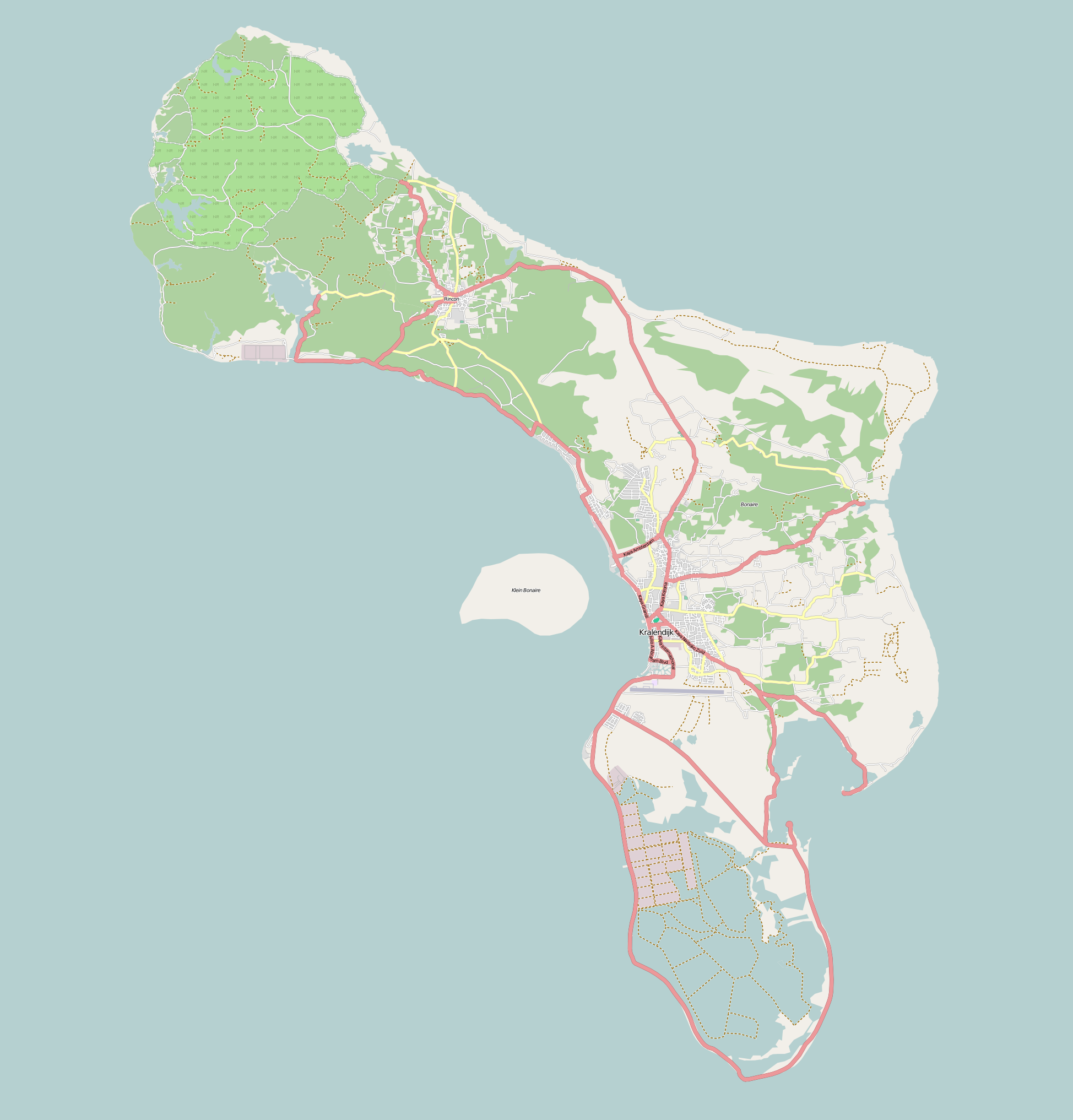
Kaart van Bonaire
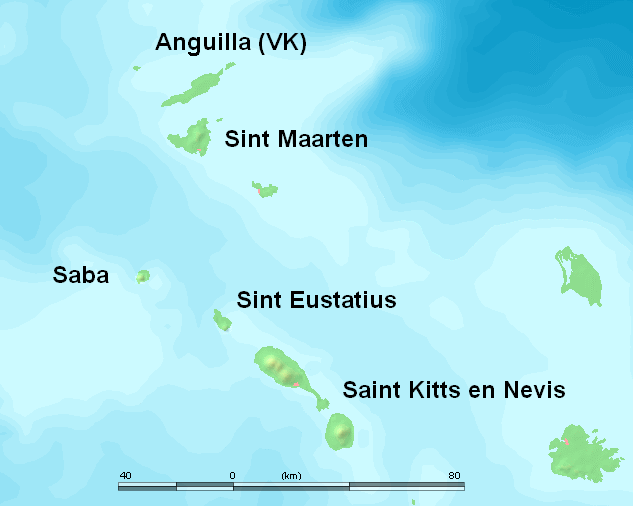
Locatie van Saba en Sint Eustatius

### Talen
| Gebied         | Papiaments | Engels | Nederlands | Spaans | anders |
| -------------- | ---------- | ------ | ---------- | ------ | ------ |
| Bonaire        | 60,2%      | 6,6%   | 16,1%      | 15,2%  | 1,2%   |
| Saba           | —          | 80,1%  | 4,5%       | 9,5%   | 5,8%   |
| Sint Eustatius | 1,4%       | 80,3%  | 3,0%       | 13,1%  | 2,2%   |

### Afstanden

De afstandsverhoudingen tussen het Europese en het Caribische deel van het Koninkrijk der Nederlanden (inclusief Aruba, Curaçao en Sint Maarten).

Een van de redenen dat de eilanden verschillend zijn, zijn de relatief grote afstanden en de geïsoleerde ligging. Hieronder een overzicht van enkele afstanden tussen de eilanden onderling, Europees Nederland en locaties "in de buurt".
| Relatie                       | Afstand |
| ----------------------------- | ------- |
| Amsterdam — Kralendijk        | 7806 km |
| Amsterdam — Oranjestad        | 6998 km |
| Amsterdam — The Bottom        | 6993 km |
| Kralendijk — Oranjestad       | 814 km  |
| Kralendijk — The Bottom       | 816 km  |
| Oranjestad — The Bottom       | 32 km   |
| kust Bonaire — kust Venezuela | 89 km   |

## Overheid
De Wet openbare lichamen Bonaire, Sint Eustatius en Saba (WolBES) stelt de drie openbare lichamen Bonaire, Sint Eustatius en Saba in, in de zin van artikel 134 van de Nederlandse grondwet. Deze eilanden functioneren als 'bijzondere gemeenten' van Nederland. De wet beschrijft onder meer de bestuurlijke inrichting, de samenstelling en de bevoegdheid van de besturen en bepalingen betreffende het toezicht op de bijzondere gemeenten. Bij de opstelling van het wetsvoorstel was de Gemeentewet het uitgangspunt. De organen van de openbare lichamen zijn vergelijkbaar met gemeentelijke organen, maar dragen namen die vaak zijn afgeleid van de benamingen toen de eilanden nog eilandgebieden waren in de Nederlandse Antillen. De bevolking wordt vertegenwoordigd door de eilandsraad (vergelijkbaar met de gemeenteraad in een gemeente) en bestuurd door een bestuurscollege bestaande uit de gezaghebber (in een gemeente: burgemeester) en eilandgedeputeerden (in een gemeente: wethouders).
Caribisch Nederland is niet bij een bestaande of nieuwe provincie ingedeeld en maakt geen deel uit van het Schengen-gebied. De taken die een provincie normaal heeft, worden deels door de bijzondere gemeenten zelf uitgevoerd. De Rijksdienst Caribisch Nederland is verantwoordelijk voor politie, onderwijs, volksgezondheid en uitkeringen.
De eilandsraadsverkiezingen en de verkiezingen voor het Kiescollege voor de Eerste Kamer vinden op dezelfde dag plaats als de Provinciale Statenverkiezingen in het Europese deel van Nederland.
Ook het Statuut voor het Koninkrijk der Nederlanden is gewijzigd (zie ook onder).

### Geleidelijke invoering van Nederlandse wetgeving
Het gewijzigde Statuut bepaalt dat voor Caribisch Nederland regels kunnen worden gesteld en andere specifieke maatregelen kunnen worden getroffen met het oog op de economische en sociale omstandigheden, de grote afstand tot het Europese deel van Nederland, hun insulaire karakter, kleine oppervlakte en bevolkingsomvang, geografische omstandigheden, het klimaat en andere factoren waardoor deze eilanden zich wezenlijk onderscheiden van het Europese deel van Nederland.
De eerste vijf jaar (vanaf 10-10-2010) zal in Caribisch Nederland vooral Antilliaanse wetgeving van kracht blijven. In de Invoeringswet openbare lichamen Bonaire, Sint Eustatius en Saba (IBES) is een lijst opgenomen met Antilliaanse verordeningen die tot Nederlandse wet zijn verklaard. Zo is de bestaande Antilliaanse 'Landsverordening Elektriciteitsconcessies' omgezet in de Nederlandse 'Wet elektriciteitsconcessies BES' die alleen in Caribisch Nederland geldt. In het Europese deel van Nederland blijft de Elektriciteitswet 1998 van kracht. Sommige landsverordeningen zijn niet overgenomen, maar vervangen door nieuwe, door Nederland ontworpen, BES-wetgeving. Een voorbeeld is de Belastingwet BES. Met behulp van meerdere Aanpassingswetten is de van de Nederlandse Antillen overgenomen wetgeving aangepast. Het gaat dan vaak vooral om technische wijzigingen (bijvoorbeeld waar 'Nederlandse Antillen' stond, staat nu 'Openbare lichamen Bonaire, Sint Eustatius en Saba'). De Aanpassingswet openbare lichamen Bonaire, Sint Eustatius en Saba bepaalt bijvoorbeeld dat de Wet afbreking zwangerschap met enkele aanpassingen uiterlijk na een jaar, dus per 10 oktober 2011, van toepassing is geworden (zie ook onder).
Na deze eerste vijf jaar volgt een evaluatie. Daarna wordt de behandeling van de bovengenoemde Grondwetswijziging voortgezet. Bovengenoemde bepaling in het Statuut zou daarbij vervangen worden door een soortgelijke bepaling in de Grondwet, maar dan zonder opsomming; deze zou vervangen worden door "bijzondere omstandigheden waardoor deze openbare lichamen zich wezenlijk onderscheiden van het Europese deel van Nederland".
Het is de bedoeling dat na de evaluatie (geleidelijk) zo veel mogelijk Nederlandse wetgeving in Caribisch Nederland van kracht zal worden.
Ingevolge de Wet geldstelsel BES is op 1 januari 2011 de Amerikaanse dollar als officieel betaalmiddel in Caribisch Nederland ingevoerd. Tot die datum was de Antilliaanse gulden de officiële munteenheid.
Ter gelegenheid van dit feit is er eenmalig een speciale herdenkingsdollar, de BES-dollar geslagen door de Koninklijke Nederlandse Munt.
Hoewel het geen wettig betaalmiddel is accepteren de banken op de drie eilanden de BES-dollar wel en kan er in de winkels ook mee worden betaald. Niet alle eilandbewoners zijn blij met alle staatkundige veranderingen, er zijn protesten geweest.
Op 1 januari 2011 werd er ook een nieuw belastingstelsel ingevoerd, dat vaak wordt aangeduid als het "Nieuw Fiscaal Stelsel (NFS)". De nieuwe rijksbelastingen worden geregeld in de Belastingwet BES, de Wet inkomstenbelasting BES en Wet loonbelasting BES. Het belangrijkste kenmerk is een vlaktaks in de loonbelasting van 30,4% inclusief premies voor de volksverzekeringen. De eilandbelastingen worden sinds 2011 geregeld door hoofdstuk IV van de Wet financiën openbare lichamen Bonaire, Sint Eustatius en Saba (FinBES). Ook is er op 1 januari 2011 een collectieve zorgverzekering ingevoerd, waarmee alle ingezetenen van rechtswege verzekerd zijn tegen ziektekosten. De AOV-leeftijd wordt vanaf 2015 in stappen verhoogd van 60 naar 65 jaar in 2021.
Op 1 augustus 2011 zijn de bestaande onderwijswetten vervangen door onderwijswetten naar Europees-Nederlands model, waarbij rekening wordt gehouden met de lokale omstandigheden. Zo is bijvoorbeeld Duits als verplichte vreemde taal in de basisvorming van havo of vwo vervangen door Spaans. Eerder in 2011 werden al de lumpsum-onderwijsbekostiging en een leerplichtwet naar Europees-Nederlands model ingevoerd.
Op 10 oktober 2011 is de Wet afbreking zwangerschap ook van toepassing verklaard in Caribisch Nederland. Legale abortussen kunnen vooralsnog niet worden uitgevoerd, omdat er geen vergunninghoudende klinieken of ziekenhuizen zijn.

### Rijksvertegenwoordiging
In december 2008 werd op alle drie de eilanden een Regionaal Service Centrum (Regional Service Centre, Sentro di Servisio Regional) geopend. Deze dienst werd in september 2010 hernoemd naar Rijksdienst Caribisch Nederland (RCN). De RCN fungeert als een centraal loket van de Nederlandse overheidsinstanties. Verder besteden Nederlandse overheidsorganen taken uit aan de rijksdienst en biedt de rijksdienst huisvesting aan Nederlandse instanties die zelf taken uitvoeren op de eilanden.
De Rijksvertegenwoordiger is de bestuurlijke schakel tussen het Rijk en de openbare lichamen. Het betreft een nieuw bestuursorgaan, dat zijn grondslag vindt in de WolBES. De belangrijkste bevoegdheden van de Rijksvertegenwoordiger liggen in de sfeer van het interbestuurlijk toezicht en de bevordering van goed bestuur. De benoeming geschiedt bij Koninklijk Besluit en geldt voor de duur van 6 jaar. In 2009 was Henk Kamp in de aanloop naar de staatkundige veranderingen per 10-10-2010 benoemd tot Commissaris voor Bonaire, Sint Eustatius en Saba. 
Tijdens een bezoek van een parlementaire delegatie in oktober 2011 bleek er vooral op Saba en Sint Eustatius grote onvrede te bestaan over de nieuwe structuur. Vooral een verslechtering in het zorgaanbod (waarbij patiënten soms worden doorverwezen naar ziekenhuizen in Colombia of op het Franse eiland Guadeloupe) en gestegen voedselprijzen werden als probleem gevoeld. Ook toenmalig koningin Beatrix stuitte 30 oktober 2011 bij haar bezoek aan Bonaire op protesterende eilandbewoners.